# Koning Willemeiland
Koning Willemeiland (Engels: King William Island) in het Canadese territorium Nunavut is een eiland dat deel uitmaakt van de Canadese Arctische Eilanden. Het eiland is 13.111 km² groot en telde in 2006 1064 inwoners. Deze inwoners wonen zo goed als allen in de hoofdplaats Gjoa Haven. Het hoogste punt van het eiland is 137 meter hoog.
Ten noorden van het eiland ligt de Larsen Sound, in het noordoosten de James Ross Strait en in het noordwesten de Victoria Strait. Naar het zuidwesten ligt de Koningin Maudgolf.
Ruim voordat de Europeanen het eiland ontdekten, werd het al bewoond door Inuit. De Brit John Ross was in 1830/31 de eerste Europeaan die het eiland ontdekte tijdens een poolexpeditie. Hij vernoemde het eiland naar koning Willem IV van het Verenigd Koninkrijk, die in 1830 de Britse troon had bestegen. Pas in 1903 bereikte het eerste schip via de noordwestpassage het eiland. Het was Roald Amundsen met zijn schip Gjøa die als eerste Europeaan het eiland bereikte en overwinterde aan de zuidoostkust, waar nu de plaats Gjoa Haven gelegen is. Tegenwoordig is nog steeds 90% van de eilandbevolking afkomstig van de Inuit en wordt er op het eiland Engels en Inuktitut gesproken.